# Ilham Al-Qaradawi
 (juin 2023).
Si vous disposez d'ouvrages ou d'articles de référence ou si vous connaissez des sites web de qualité traitant du thème abordé ici, merci de compléter l'article en donnant les références utiles à sa vérifiabilité et en les liant à la section « Notes et références ».
 (juin 2023).
La mise en forme du texte ne suit pas les recommandations de Wikipédia : il faut le « wikifier ».
Les points d'amélioration suivants sont les cas les plus fréquents :
- Les titres sont pré-formatés par le logiciel. Ils ne sont ni en capitales, ni en gras.
- Le texte ne doit pas être écrit en capitales (les noms de famille non plus), ni en gras, ni en italique, ni en « petit »…
- Le gras n'est utilisé que pour surligner le titre de l'article dans l'introduction, une seule fois.
- L'italique est rarement utilisé : mots en langue étrangère, titres d'œuvres, noms de bateaux, etc.
- Les citations ne sont pas en italique mais en corps de texte normal. Elles sont entourées par des guillemets français : « et ».
- Les listes à puces sont à éviter, des paragraphes rédigés étant largement préférés. Les tableaux sont à réserver à la présentation de données structurées (résultats, etc.).
- Les appels de note de bas de page (petits chiffres en exposant, introduits par l'outil «  Source ») sont à placer entre la fin de phrase et le point final[comme ça].
- Les liens internes (vers d'autres articles de Wikipédia) sont à choisir avec parcimonie. Créez des liens vers des articles approfondissant le sujet. Les termes génériques sans rapport avec le sujet sont à éviter, ainsi que les répétitions de liens vers un même terme.
- Les liens externes sont à placer uniquement dans une section « Liens externes », à la fin de l'article. Ces liens sont à choisir avec parcimonie suivant les règles définies. Si un lien sert de source à l'article, son insertion dans le texte est à faire par les notes de bas de page.
- La présentation des références doit suivre les conventions bibliographiques. Il est recommandé d'utiliser les modèles {{Ouvrage}}, {{Chapitre}}, {{Article}}, {{Lien web}} et/ou {{Bibliographie}}. Le mode d'édition visuel peut mettre en forme automatiquement les références.
- Insérer une infobox (cadre d'informations à droite) n'est pas obligatoire pour parachever la mise en page.

Pour une aide détaillée, merci de consulter Aide:Wikification.
Si vous pensez que ces points ont été résolus, vous pouvez retirer ce bandeau et améliorer la mise en forme d'un autre article.
Ilham Al-Qaradawi est professeur de physique nucléaire à l'Université du Qatar et ses recherches concernent le positon et ses applications, la physique nucléaire et la physique des matériaux.
Elle a participé à l'installation du premier laboratoire de production de faisceaux de positons lents à énergie variable du Moyen-Orient en 2008. Elle a également pris position dans les media sur des problèmes concernant l'énergie nucléaire. Elle s'est exprimée sur Al-Jazeera après l'accident de la centrale nucléaire japonaise de Fukushima. Elle a écrit un article sur la  radioactivité marine dans la zone économique du Qatar, "Study of radioactivity levels in the marine environment along the exclusive economic zone (EEZ) of Qatar".

## Biographie
Ilham Al-Qaradawi est née le 19 septembre 1959 à Samanoud en Egypte.
Son père est le célèbre prédicateur Yusuf al-Qaradawi décédé le 26 septembre 2022.
Sa  mère Issaad Abdul- Gawad, "Umm Muhammad", est égyptienne.
Elle est l'aînée d'une fratrie de 4 filles et 3 garçons.
Sa soeur Siham Al-Qaradawi est professeur de photochimie à l'université du Qatar
Sa sœur Ola Al-Qaradawi est une activiste emprisonnée 4 ans en Egypte et libérée le 31 décembre 2021.
Son frère Abdel Rahman Youssef est poète.
Elle a la double nationalité qatari et égyptienne.

## Formation universitaire
Ilham Al-Qaradawi a obtenu un Bachelor of Science en physique de l'Université du Qatar à Doha en 1981.
Puis elle a obtenu un Master of Science en physique nucléaire du Bedford College de l'Université de Londres en 1984.
Elle a obtenu un PhD en physique du positon du Royal Holloway College de l'université de Londres en 1991. Le sujet de sa thèse était "Position interactions at condensed surfaces"

## Carrière universitaire et travaux de recherche
De 1991 à 2009 elle a travaillé comme professeur assistant, puis professeur associé après 2003 à l'université du Qatar.
En 1997-1998 elle a bénéficié d'une bourse de recherche de l'université de Londres
Depuis 2009 elle est professeur à l'université du Qatar.
Elle a participé à l'installation du  laboratoire de production de faisceaux de positons lents à énergie variable à l'université du Qatar au sein du département de physique en coopération avec le département d'informatique.
Elle continue ses recherches sur les applications du positon notamment en matière de physique des matériaux. Parmi celles-ci on peut citer l'étude de la détérioration de surface des matériaux avec des applications pour les tuyaux de transport de gaz et de pétrole et aussi  l'étude des défauts des composants dont l'importance s'accroit au fur et à mesure de la miniaturisation des semi-conducteurs.
Elle collabore à des projets de recherche avec le CERN, le centre GSI Helmhotz en Allemagne, et le Sandia National Lab aux Etats Unis
En 2016 elle a fondé la première société scientifique au Qatar, la Qatar Physics Society dont elle est la présidente. Elle organise des ateliers de formation  pour les professeurs de physique  pour promouvoir l'enseignement de la physique dans la région.
Elle fait partie de nombreuses associations professionnelles:
- membre fellow de l'lOP (Institute of Physics) au Royaume Uni
- membre de l'APS (American Physical Society) aux Etats-Unis
- membre de l 'ANS (American Nuclear Society) aux Etats-Unis
- membre de 'EPS (European Physical Society) en France
- membre de WIN (Women in Nuclear) WNA (World Nuclear Association)
- membre du WCI (World Council on Isotopes)
- membre affilié de l'INENS (International Network of Emerging Nuclear Specialists)

## Distinctions honorifiques
Ilham Al Qaradawi a reçu diverses distinctions honorifiques et prix en tant que femme scientifique:
- distinction de l'Université du Qatar pour l'excellence de sa recherche en 2004
- distinction de l'Institut du Monde Arabe en octobre 2005 pour l'excellence de sa recherche, son rôle dans le développement de la physique dans le monde arabe et ses efforts durant l'année de la physique 2005
- prix Ahmed Badeed pour les femmes scientifiques arabes de l'Institut du Monde Arabe en octobre 2008
- distinction du GR8! Women Magazine pour sa contribution en recherche et développement dans le domaine scientifique en février 2013[9]

Elle a été citée parmi les 500 femmes arabes les plus influentes par  Arabian Business magazine en 2012 et 2013.
Elle a été citée parmi les 50 femmes arabes les plus influentes par Arabian Business magazine en 2012.
Elle a été citée parmi les 28 femmes scientifiques arabes les plus influentes  par CEO Middle East Magazine en 2012.

## Publications[7],[10]
Elle a publié, seule ou en collaboration, une quarantaine d'articles sur la physique des positons, la radioactivité environnementale, la science des matériaux et la physique des particules dans de nombreux journaux, particulièrement Applied Surface Science: liste des articles